# Cristalândia
Cristalândia is een gemeente in de Braziliaanse deelstaat Tocantins. De gemeente telt 6.371 inwoners (schatting 2022).

## Aangrenzende gemeenten
De gemeente grenst aan Fátima, Lagoa da Confusão, Nova Rosalândia, Oliveira de Fátima, Pium en Santa Rita do Tocantins.

## Religie
De plaats is zetel van het rooms-katholieke bisdom Cristalândia.

## Verkeer en vervoer
De weg TO-164 is een noord-zuid verbinding en de TO-255 is een oost-west verbinding.